# Toyota Prius
Toyota Prius – samochód osobowy klasy kompaktowej o napędzie hybrydowym Hybrid Synergy Drive produkowany przez japoński koncern motoryzacyjny Toyota Motor Corporation od 1997 roku.
Nazwa Prius pochodzi od łacińskiego słowa oznaczającego "wcześniejszy". Nazwa ta została wybrana ponieważ model Prius trafił do sprzedaży zanim świadomość ekologiczna zaczęła kształtować trendy w motoryzacji.
Do kwietnia 2016 roku Toyota sprzedała ponad 3,7 mln egzemplarzy.
16 listopada 2022 roku zaprezentowano piątą generację pojazdu. W Europie ma być ona dostępna wyłącznie w wariancie hybrydowym plug-in (ładowanym z gniazdka).

## Pierwsza generacja
Toyota Prius I została po raz pierwszy oficjalnie zaprezentowana w 1996 roku w Japonii. Produkcję pojazdu rozpoczęto w 1997 roku.

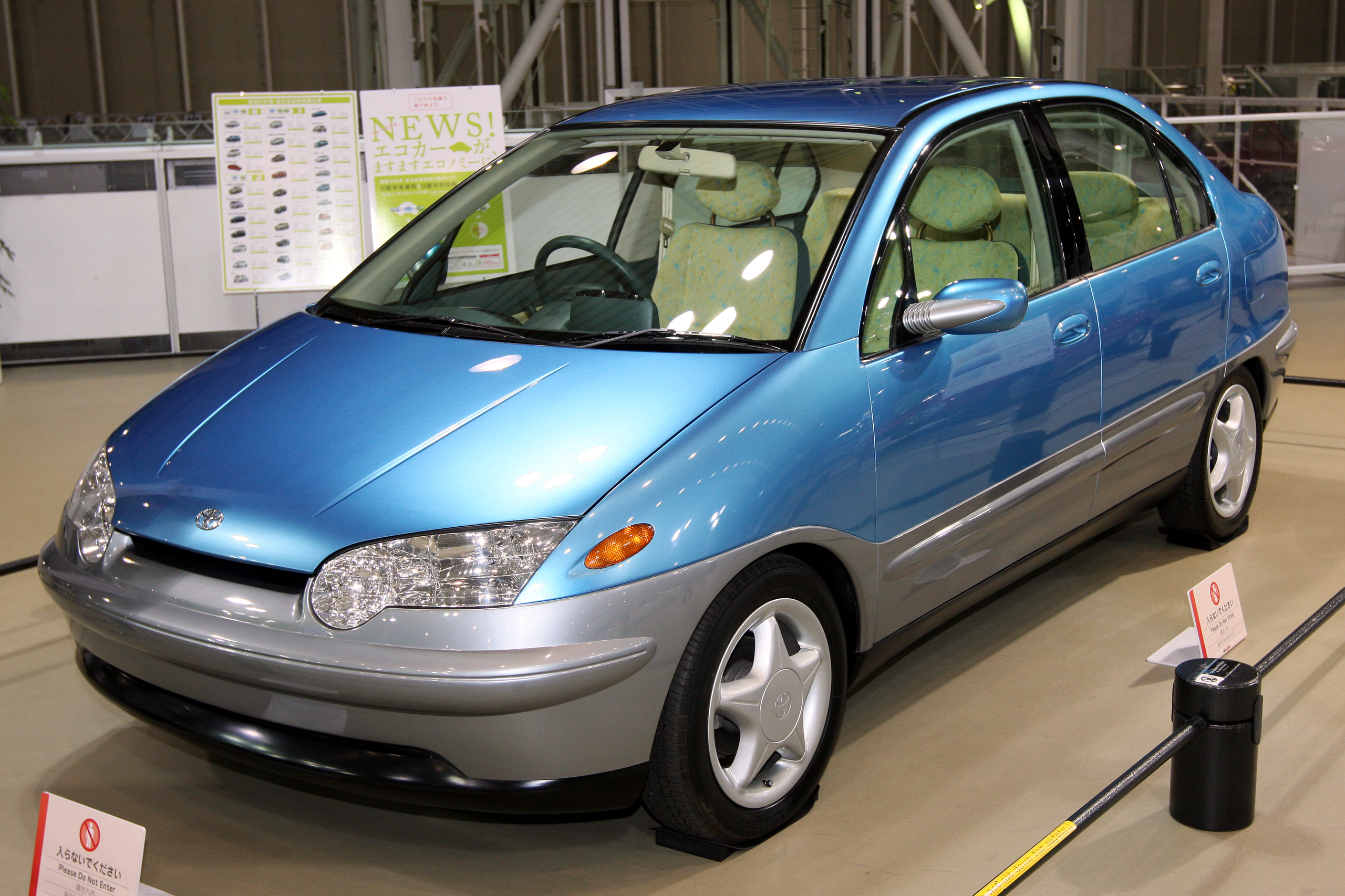
Prototyp Toyoty Prius z 1996 roku

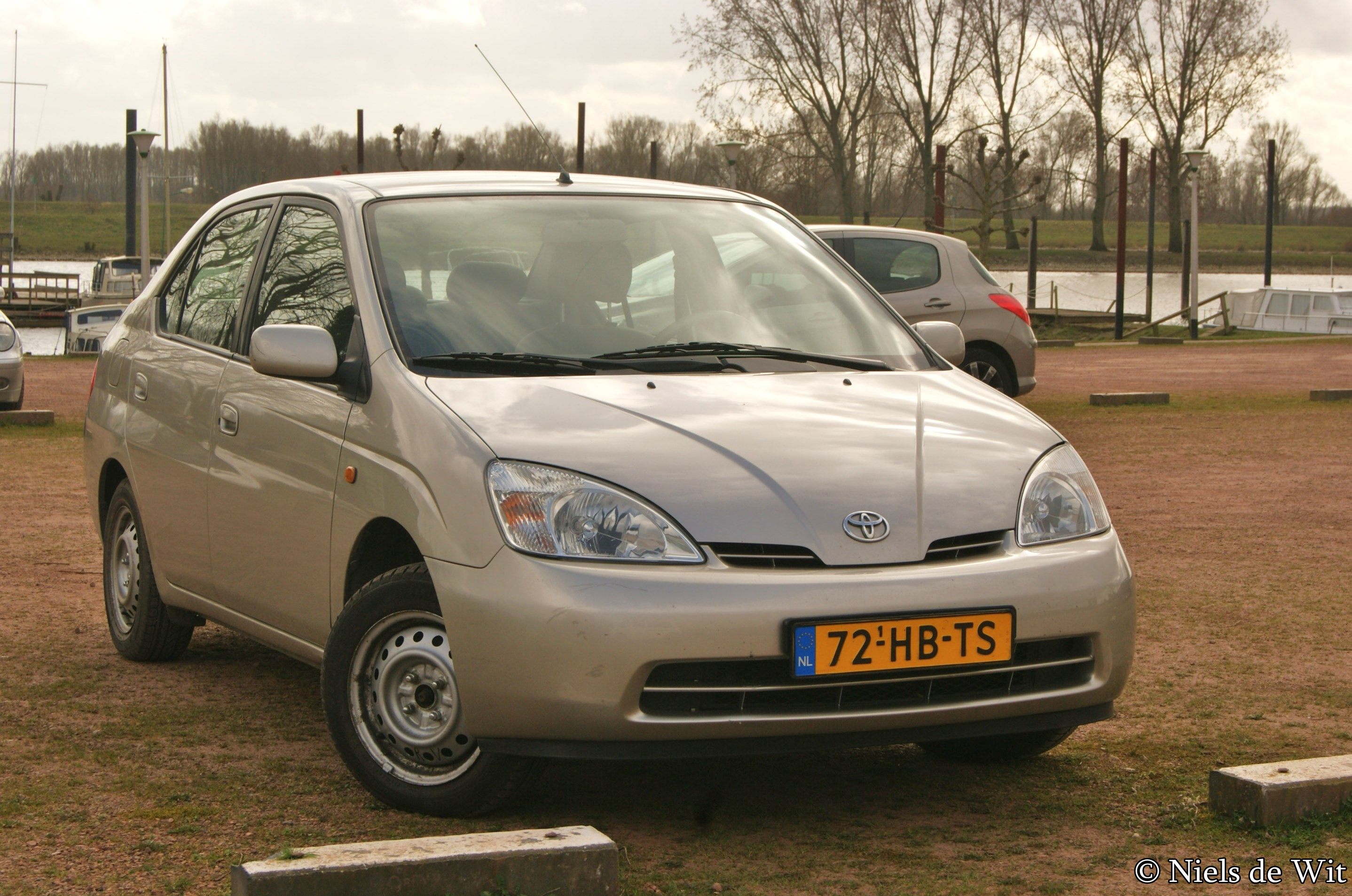
Toyota Prius I XW11

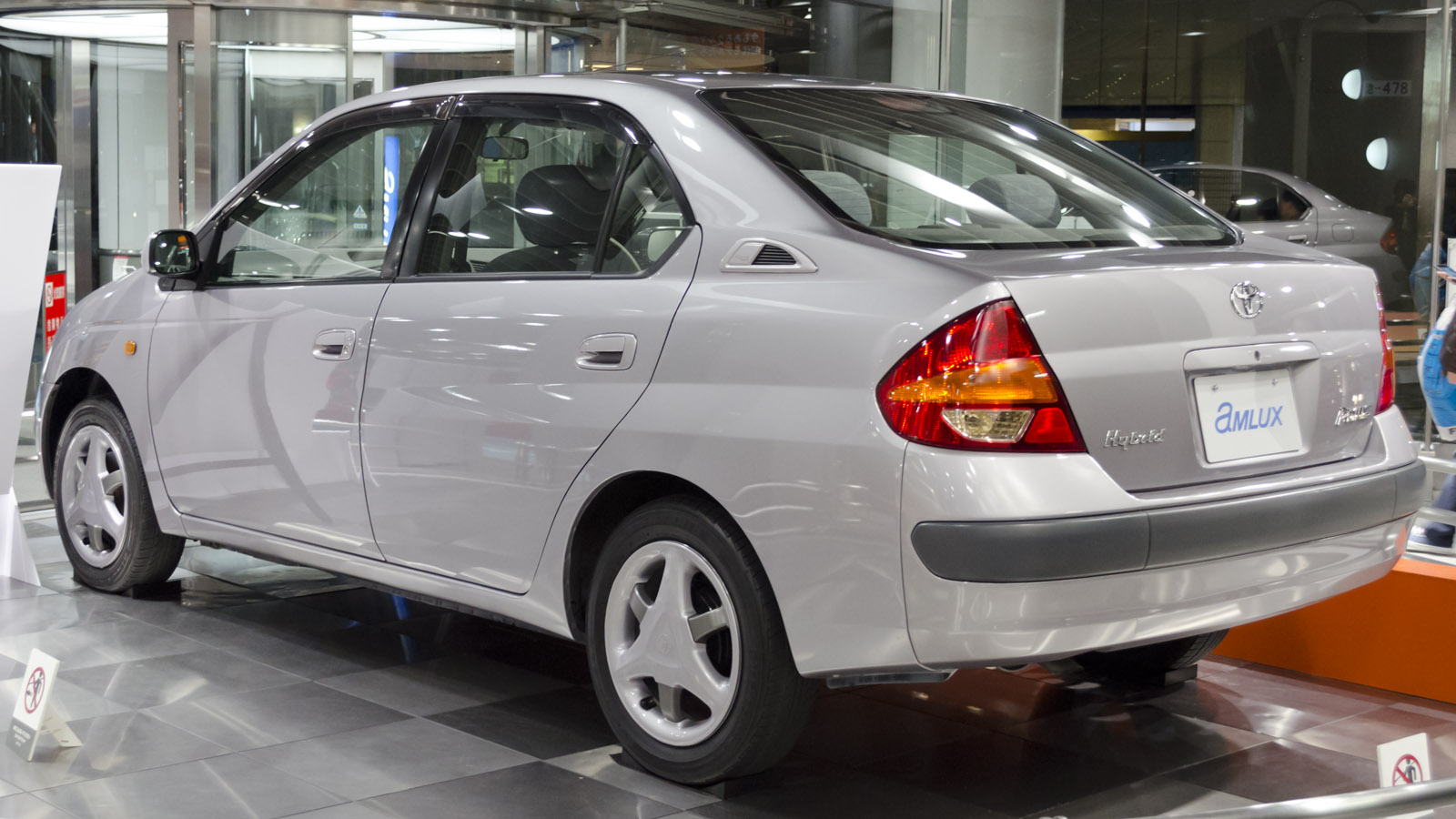
Toyota Prius XW10 – tył

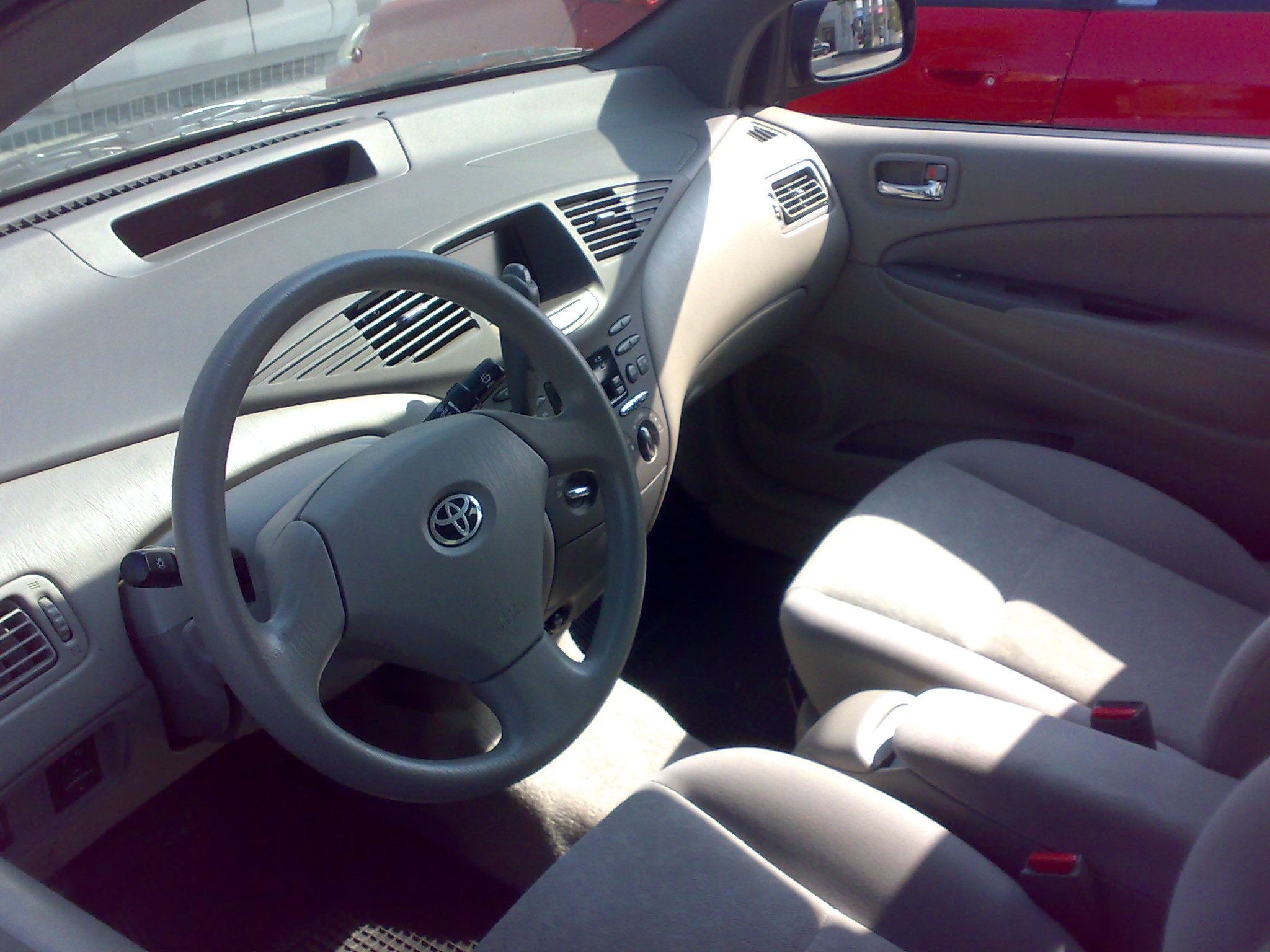
Toyota Prius I XW11 – wnętrze

W 1995 roku podczas targów motoryzacyjnych w Tokio, koncern Toyota przedstawił prototyp pojazdu o napędzie hybrydowym. Testy drogowe auta rozpoczęto rok później. Sprzedaż pierwszego Priusa – modelu XW10 – rozpoczęto 10 grudnia 1997 roku. Pojazd zbudowany był w oparciu o model Echo, czyli przeznaczonej głównie na rynek amerykański wersji sedan Toyoty Yaris. Hybrydowy układ napędowy obejmował silnik spalinowy o pojemności skokowej 1.5 l i mocy 58 KM (43 kW) oraz silnik elektryczny o mocy 40 KM (30 kW).
Samochód dostępny był jedynie w Japonii, jednak pewna liczba egzemplarzy została sprowadzona przez prywatne osoby do Wielkiej Brytanii, Australii i Nowej Zelandii. Sprzedaż samochodu w Europie rozpoczęto we wrześniu 2000 roku.
Prius I stał się w chwili premiery pierwszym na świecie masowo wytwarzanym samochodem z hybrydowym napędem benzynowo-elektrycznym. Auto było drugim, po Hondzie Insight, seryjnym samochodem hybrydowym dostępnym w Stanach Zjednoczonych. Wkrótce po wprowadzeniu na rynek zdobył japoński tytuł Samochodu Roku 1997, zaś w roku 1998 – nagrodę Car of the Year odbywającej się w Japonii konferencji badaczy i dziennikarzy motoryzacyjnych (Automotive Researchers' and Journalists' Conference).
W okresie od grudnia 1997 do lutego 2000 roku w fabryce Takaoka w Toyota (prefektura Aichi), wyprodukowano 37 425 egzemplarzy. Produkcję wznowiono w maju 2000 roku w pobliskim zakładzie Motomachi i do czerwca 2003 roku wyprodukowano kolejnych 33 411 pojazdów.
Do sprzedaży w Stanach Zjednoczonych trafił model XW11. Ze względu na upodobania amerykańskich klientów, wariant ten był trochę mocniejszy (moc silnika spalinowego zwiększono do 72 KM, a elektrycznego do 44 KM (33 kW) i standardowo wyposażony w klimatyzację i elektryczne wspomaganie kierownicy.
W plebiscycie na Europejski Samochód Roku 2001 model zajął trzecie miejsce (za Alfą Romeo 147 i Fordem Mondeo).

## Druga generacja
Toyota Prius II została po raz pierwszy zaprezentowana w 2003 roku.

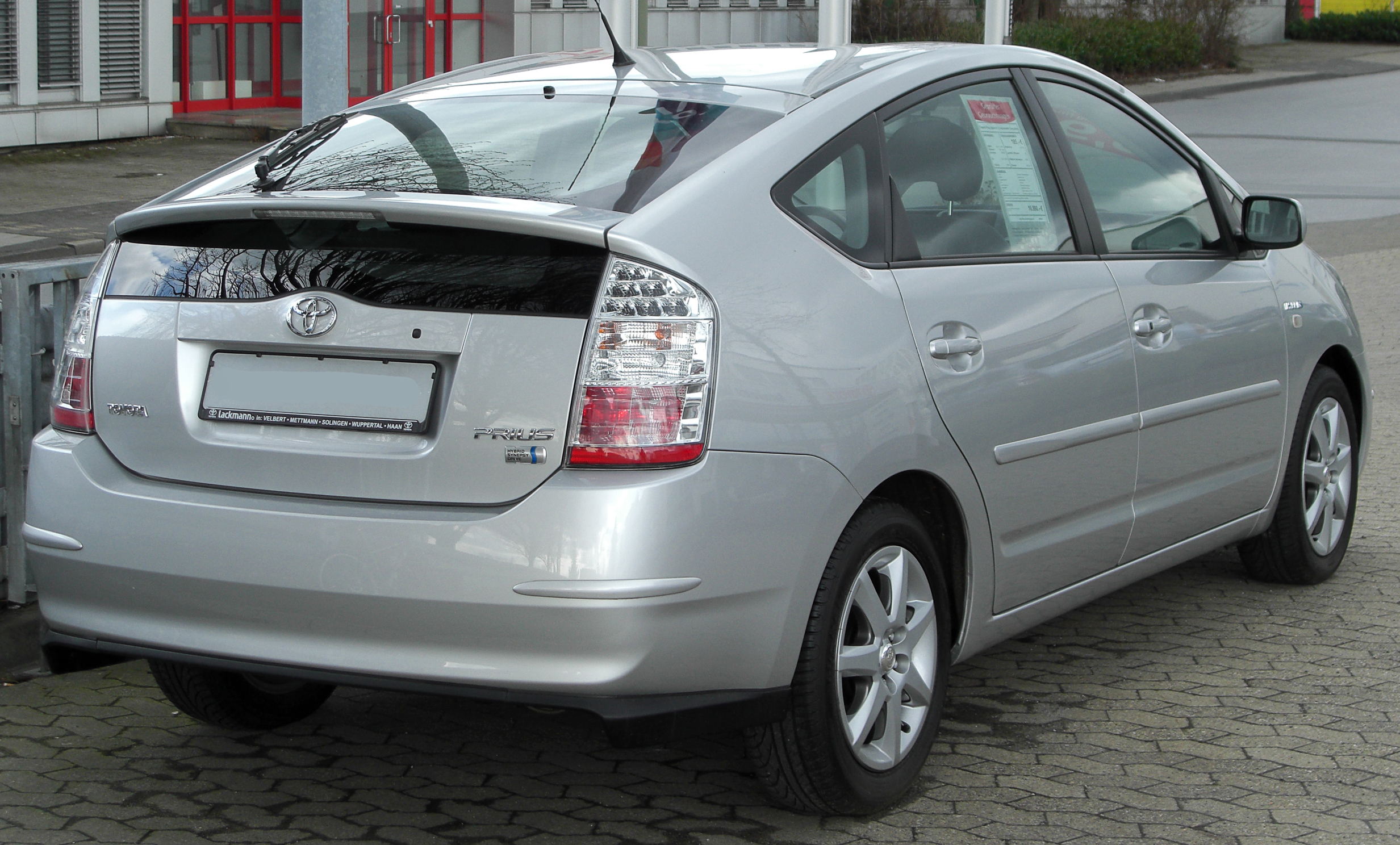
Toyota Prius II – tył

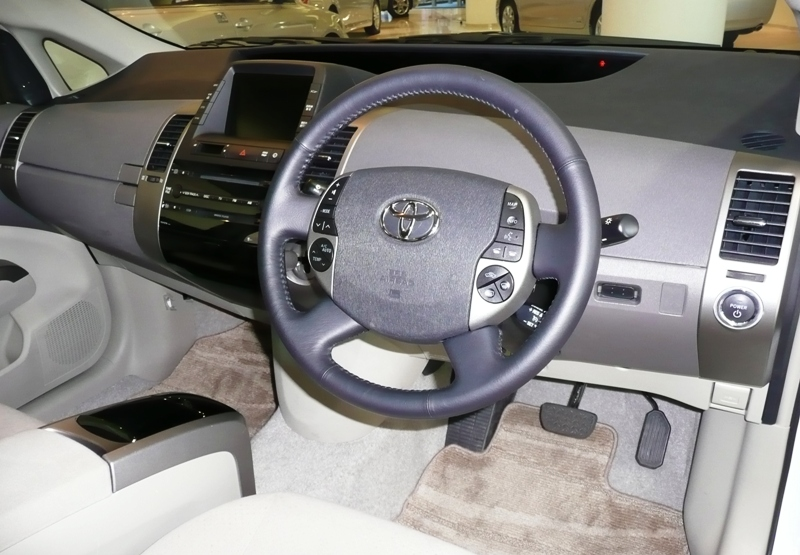
Toyota Prius II – wnętrze

W stosunku do pierwszej generacji modelu, auto zostało całkowicie przeprojektowane i otrzymało nadwozie typu liftback o wielkości pośredniej między modelami Corolla, a Camry. Dzięki poprawionemu rozmieszczeniu elementów konstrukcji pojazdu, znacznie zwiększono ilość miejsca we wnętrzu pojazdu. Prace nad samochodem, którymi kierował główny konstruktor Shigeyuki Hori, zaowocowały zarejestrowaniem 530 patentów.
Produkcję pojazdu rozpoczęto w sierpniu 2003 roku w fabryce Tsutsumi w Toyota (prefektura Aichi), a w październiku 2004 roku również w zakładach Fujimatsu w Kariya (prefektura Aichi).
W pojeździe zastosowany został pierwszy w branży klimatyzator z elektryczną sprężarką. Wyposażony w mniejszy i lżejszy akumulator NiMH, model XW20 jest mocniejszy i bardziej ekonomiczny od XW10. Na rynku amerykańskim w stanach, które przyjęły kalifornijskie normy emisji, akumulatory roczników 2004 i późniejszych objęte są gwarancją na 240 tys. km lub 10 lat (w pozostałych stanach 160 tys. km lub 8 lat). Hybrydowy zespół napędowy ma gwarancję 160 tys. km lub 8 lat.
W latach 2005–2009 Prius drugiej generacji produkowany był z przeznaczeniem na rynek chiński w zakładach FAW-Toyota w mieście Changchun. W roku 2006 sprzedano tam 2152, a w roku 2007 – 414 egzemplarzy; przyczyną małej sprzedaży była wysoka cena, o ok. 15 tys. USD wyższa, niż w USA czy Japonii ze względu na wysokie cła na importowane części.
W plebiscycie na Europejski Samochód Roku 2005 model zajął pierwsze miejsce. Rok wcześniej, w 2004 roku, samochód zdobył tytuł North American Car of the Year.

## Trzecia generacja
Toyota Prius III została po raz pierwszy zaprezentowana podczas targów motoryzacyjnych w Detroit w styczniu 2009 roku.

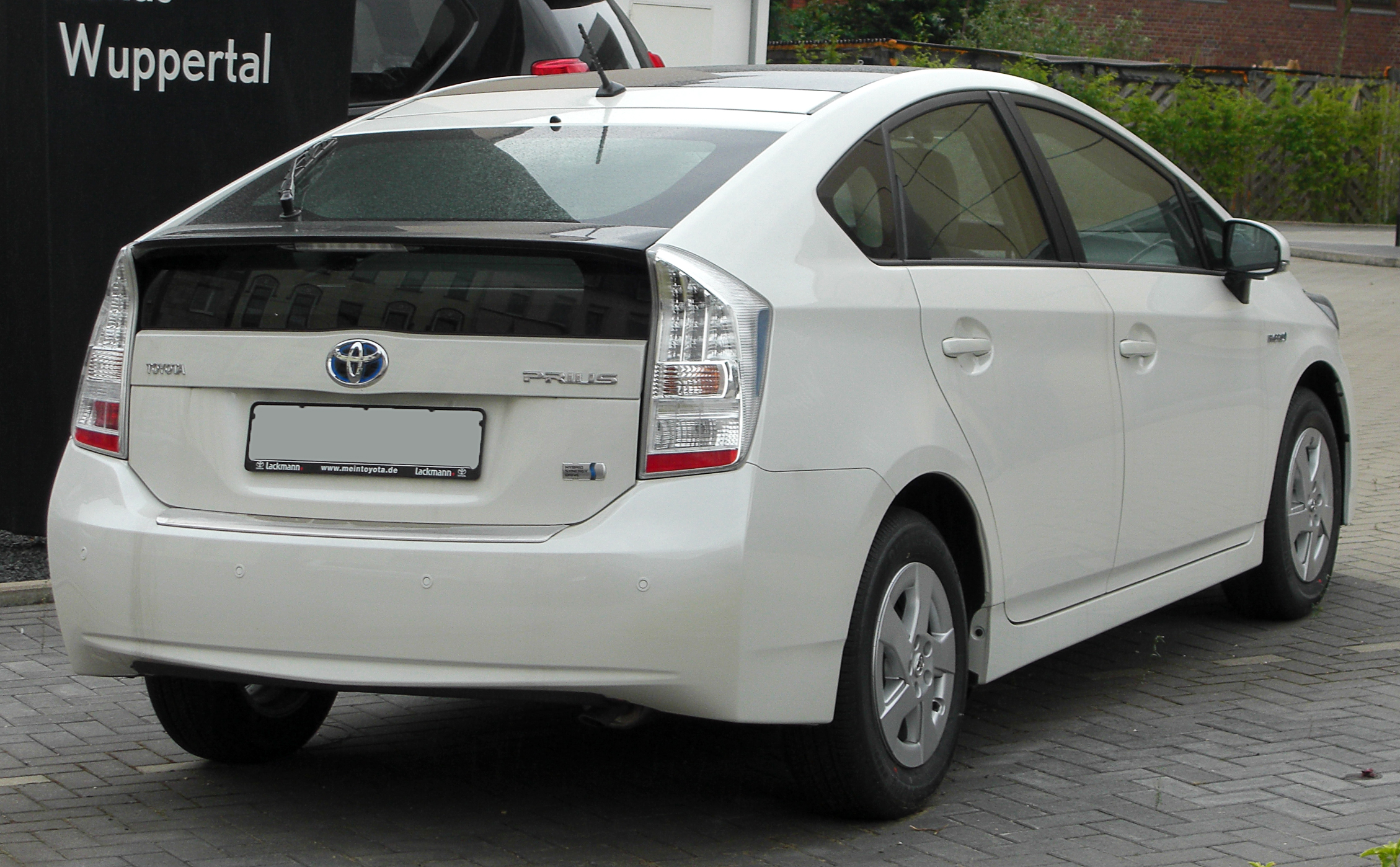
Toyota Prius III – tył

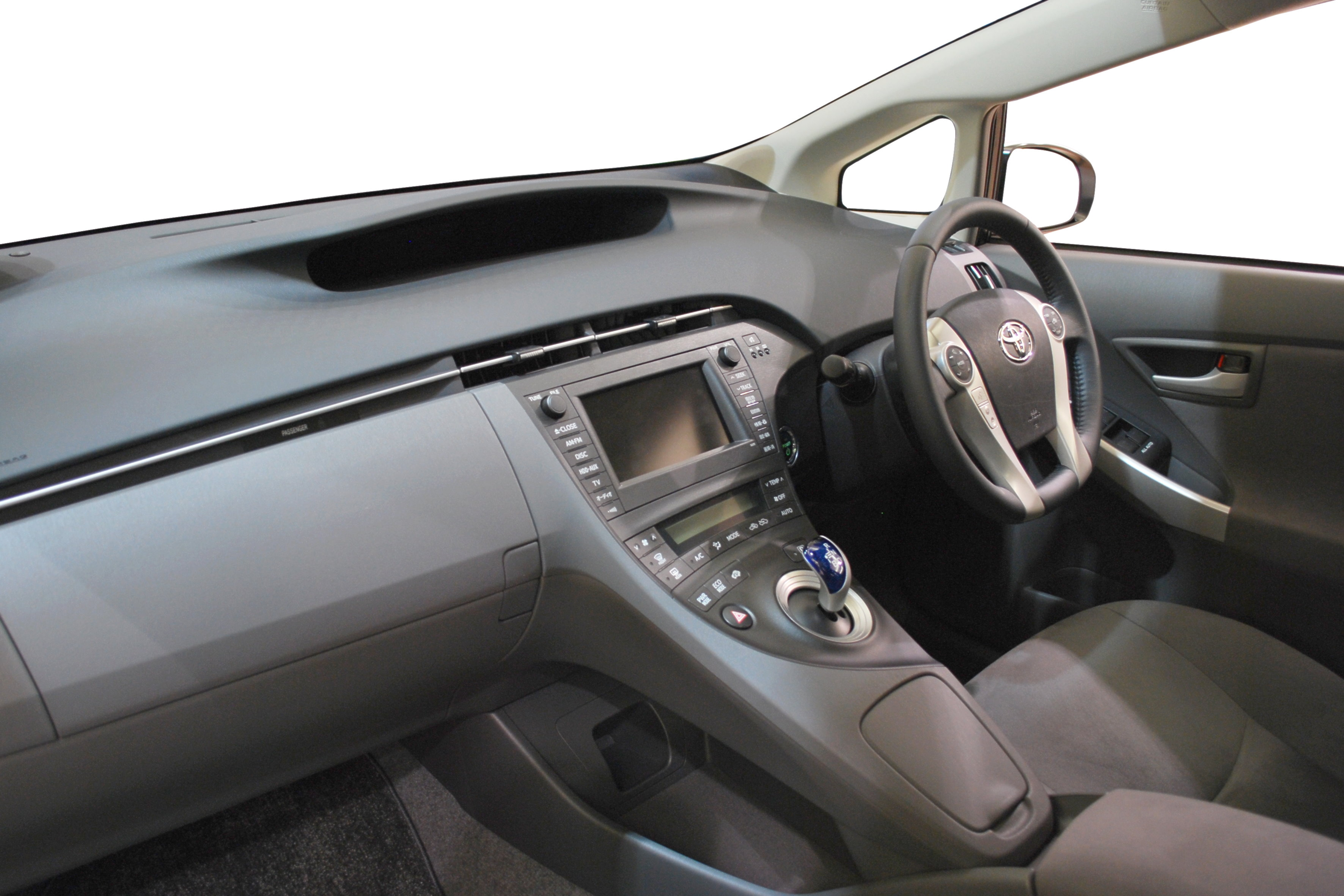
Toyota Prius III – wnętrze

Pojazd jest tak naprawdę zmodyfikowaną pod względem stylistycznym drugą generacją modelu. Dzięki optymalizacji aerodynamiki nowej karoserii, współczynnik oporu udało się obniżyć do 0,25 (zdaniem General Motors, pomiary w tunelu aerodynamicznym wykazują dla wersji z 17-calowymi kołami wartość 0,3). Według magazynu Car & Driver, niezależne pomiary wykonane w tunelu aerodynamicznym wykazały współczynnik oporu równy 0,26.
Silnik benzynowy o pojemności skokowej 1.8 litra (wcześniej – 1.5 l) rozwija moc 98 KM (73 kW), co przy wspomaganiu przez silnik elektryczny daje łączną moc 134 KM (100 kW) (wcześniej 110 KM / 82 kW). Większa pojemność skokowa zapewnia większy moment obrotowy i pozwala ograniczyć prędkość obrotową silnika, co zmniejsza zużycie paliwa podczas jazdy szosowej. Dzięki zastosowaniu elektrycznej pompy cieczy chłodzącej, silnik Priusa jako pierwszy seryjny silnik dla samochodów osobowych nie używa pasków klinowych, co dodatkowo zmniejsza zużycie paliwa. Zastosowane silniki elektryczne i inne podzespoły hybrydowej jednostki napędowej są również mniejsze i bardziej wydajne, niż w podobnych pojazdach – według Toyoty nowy falownik, silniki i przekładnia są o 20 procent lżejsze.
Tworząc Priusa III, Toyota użyła szeregu nowych ekologicznych tworzyw sztucznych wytworzonych z surowców roślinnych, zamiast z pochodnych ropy naftowej. Do ich produkcji wykorzystano przede wszystkim rośliny włóknodajne – ketmię konopiowatą i szczmiel biały. Ketmia konopiowata (kenaf) to roślina z rodziny ślazowatych, dająca włókno zbliżone do włókna juty. Szczmiel biały (ramia) jest byliną z rodziny pokrzywowatych, której włókno podobne jest do włókna lnu.
W połowie 2011 roku auto przeszło delikatny lifting. Zmodyfikowano reflektory przednie i lampy tylne, atrapę chłodnicy i zderzak. Listę dostępnego wyposażenia wzbogacono o zmodernizowany system informacyjno-rozrywkowy z opcjonalnym pakietem łączności Toyota Entune, ekranem dotykowym o przekątnej 6,1 cala, radioodtwarzaczem CD ze złączem USB dla odtwarzacza iPod, wejściem AUX, łączem Bluetooth dla telefonu i streamingiem audio. Prius może być również wyposażony w panel słoneczny na dachu służący wyłącznie do zasilania wentylatora chłodzącego wnętrze podczas postoju na parkingu. Wersje o najbogatszym wyposażeniu, takie jak sprzedawany w Stanach Zjednoczonych Prius Five, mogą być zaopatrzone w udogodnienia takie jak system nawigacyjny Premium HDD, wyświetlacz przezierny (tzw. HUD), pokazujący informacje na przedniej szybie pojazdu, dynamiczny tempomat z radarem, system Pre-Collision, napinający pasy bezpieczeństwa i uruchamiający hamulce przed nieuchronnym zderzeniem, czy system Lane Keep Assist, wspomagający utrzymanie się na stałym pasie ruchu. Samochód wyposażony jest w system VSPNS (Vehicle Proximity Notification System), emitujący syntetyczny dźwięk silnika spalinowego podczas jazdy z małą prędkością w trybie elektrycznym, który ostrzega pieszych (zwłaszcza niewidomych) o zbliżaniu się praktycznie bezgłośnego pojazdu.

### Wersje wyposażeniowe
- Life
- Active
- Premium
- Prestige

### Plug-in Hybrid

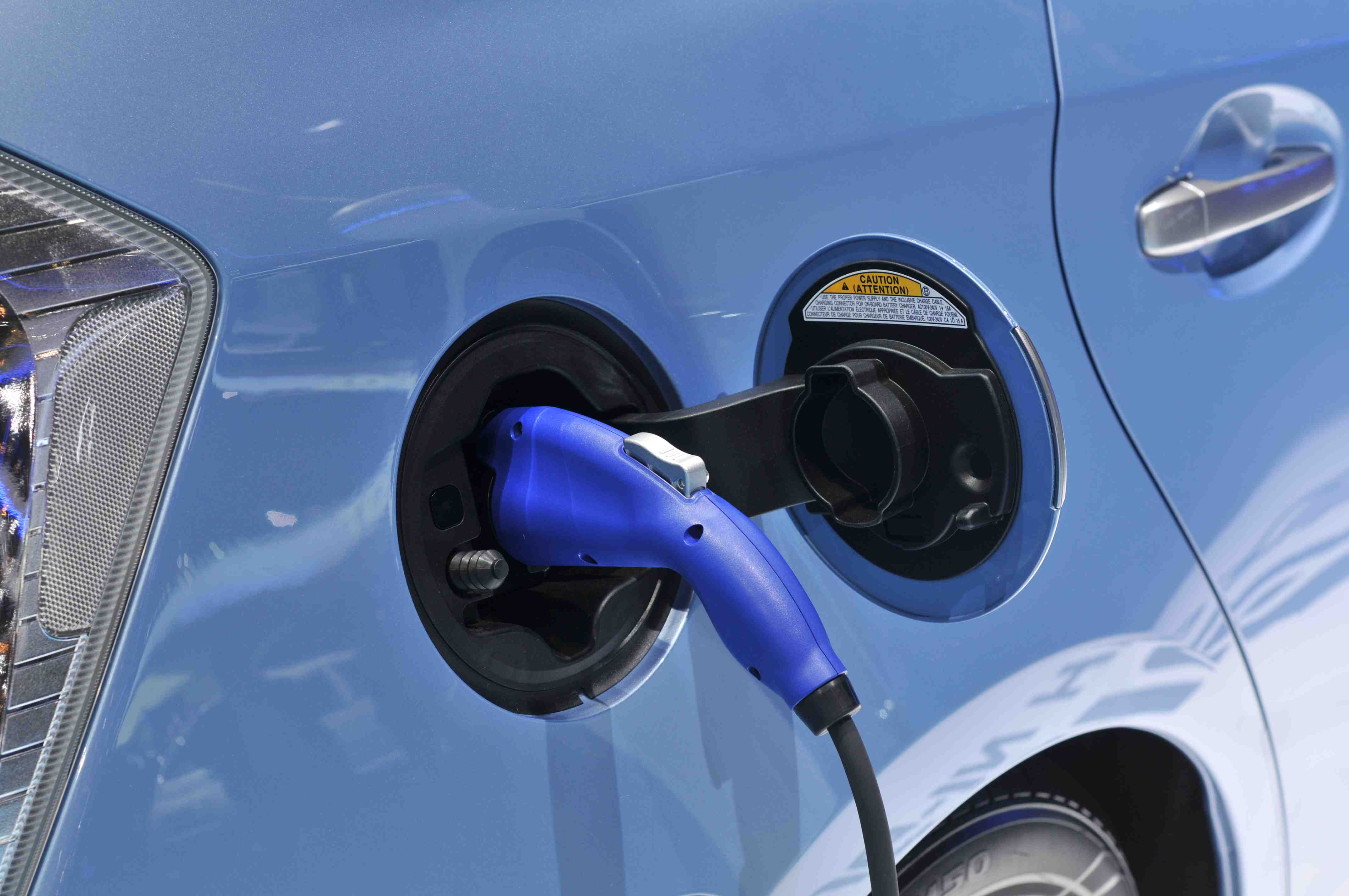
Gniazdo ładowania

Prius Plug-in Hybrid (ZVW35) jest rozwinięciem modelu trzeciej generacji (ZVW30), wyposażonym w akumulator litowo-jonowy o pojemności 4,4 kWh, zapewniającym zasięg jazdy w trybie elektrycznym (bez uruchamiania silnika spalinowego) 23 km. Pod koniec roku 2009 rozpoczęto globalny program demonstracyjny z udziałem 600 samochodów przedseryjnych, które udostępniono wybranym użytkownikom w Japonii, Europie, Kanadzie, Chinach, Australii, Nowej Zelandii i USA. Zebrane podczas programu doświadczenia i opinie użytkowników wykorzystano do udoskonalenia samochodów seryjnych.
Wersję seryjną pojazdu przedstawiono we wrześniu 2011 roku podczas targów motoryzacyjnych we Frankfurcie. Dostawy w Japonii ruszyły pod koniec stycznia 2012 roku, miesiąc później w USA, w krajach kontynentalnej Europy w czerwcu, a w Wielkiej Brytanii w sierpniu 2012 roku. W ciągu pierwszego roku sprzedaży, nabywców na całym świecie znalazło 27 181 egzemplarzy pojazdu, dzięki czemu Prius Plug-in Hybrid stał się drugim pod względem sprzedaży samochodem elektrycznym roku 2012, po Chevrolecie Volt. Do grudnia 2013 roku liczba egzemplarzy sprzedanych na całym świecie sięgnęła 48 600.

## Czwarta generacja
Toyota Prius IV została po raz pierwszy oficjalnie zaprezentowana podczas targów motoryzacyjnych we Frankfurcie w 2015 roku.

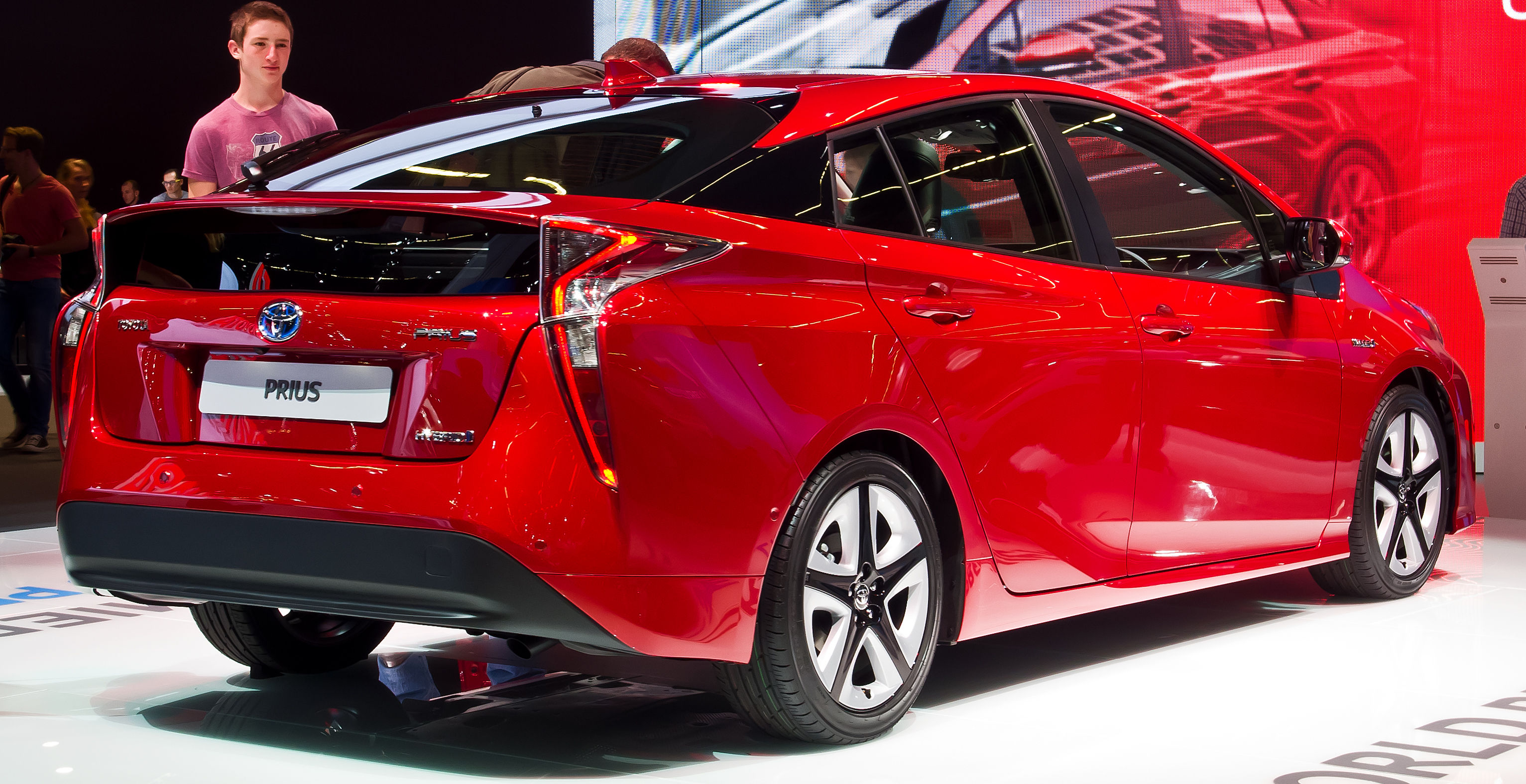
Toyota Prius IV – tył

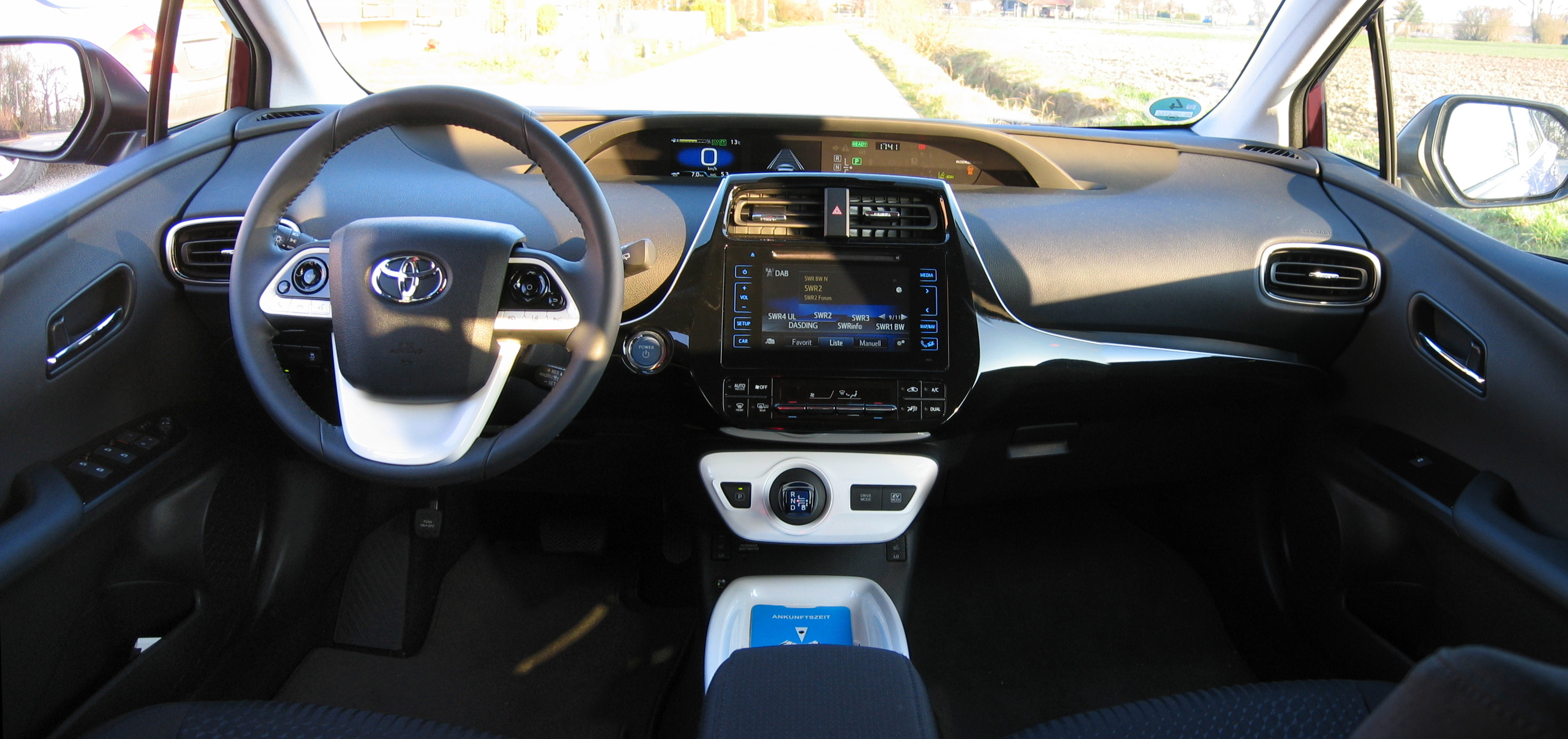
Toyota Prius IV – wnętrze

Pojazd został zbudowany na bazie nowej płyty podłogowej TNGA. Stylistycznie pojazd nawiązuje do napędzanej wodorem Toyoty Mirai. Wraz z czwartą generacją pojazdu zadebiutowała nowa generacja napędu hybrydowego. Nowy napęd hybrydowy jest mniejszy i lżejszy. Firma deklaruje, że zużycie paliwa spadło o 15%. Akumulator niklowo-metalowo-wodorkowy ma większą gęstość energii. Silniki elektryczne mają poprawiony stosunek mocy do masy. Planetarną przekładnię redukcyjną silnika elektrycznego zastąpiono mniejszą przekładnią walcową o oporach mniejszych o 20%. Sprawność termodynamiczna silnika benzynowego wzrosła z 38,5% do 40% – jest to najlepszy wynik na świecie dla silników benzynowych. W nowym Priusie dostępny jest pakiet systemów bezpieczeństwa czynnego Toyota Safety Sense oparty na współpracy radaru i kamery. 
W grudniu 2018 roku samochód przeszedł lifting na rok modelowy 2019.
Równolegle z nową generacją podstawowego modelu Priusa opracowywana jest nowa wersja Prius Plug-in Hybrid. Toyota opracowuje również bezprzewodowe, indukcyjne systemy ładowania akumulatorów, wykorzystujące cewki w podłożu i podłodze samochodu. Przeprowadzenie prób tego rozwiązania w Japonii, USA i Europie zaplanowano na rok 2014. Toyota rozważa również możliwość realizacji postulatów użytkowników Priusa PHV o zwiększenie zasięgu pojazdu w trybie elektrycznym.

### Rankingi i nagrody
W 2016 roku Prius czwartej generacji otrzymał 5 gwiazdek Euro NCAP.
W marcu 2016 roku Prius dostał tytuł Top Safety Pick + amerykańskiego instytutu Insurance Institute for Highway Safety (IIHS) za najwyższe noty w testach zderzeniowych oraz za pakiet systemów bezpieczeństwa czynnego Toyota Safety Sense.
.
W maju 2016 Prius otrzymał w Polsce nagrodę Fleet Awards w kategorii najlepszego samochodu flotowego z alternatywnym napędem.
W październiku 2016 Prius 4. generacji został uznany za najbardziej niezawodne auto na amerykańskim rynku w rankingu niezawodności amerykańskiej organizacji konsumenckiej Consumer Reports.
W lutym Toyota Prius wygrała w kategorii "Auto ekologiczne" w 15. edycji plebiscytu Auto Lider 2016.
W grudniu 2016 roku Toyota Prius otrzymała tytuł Best in Class przyznany za bezpieczeństwo przez Euro NCAP w kategorii dużych samochodów rodzinnych.

### Wersje wyposażeniowe
- Active
- Premium
- Prestige

### Plug-in Hybrid II
Na targach New York International Motor Show 2016 Toyota pokazała Priusa Plug-in Hybrid drugiej generacji o zasięgu 50 km na samym silniku elektrycznym.

## Piąta generacja

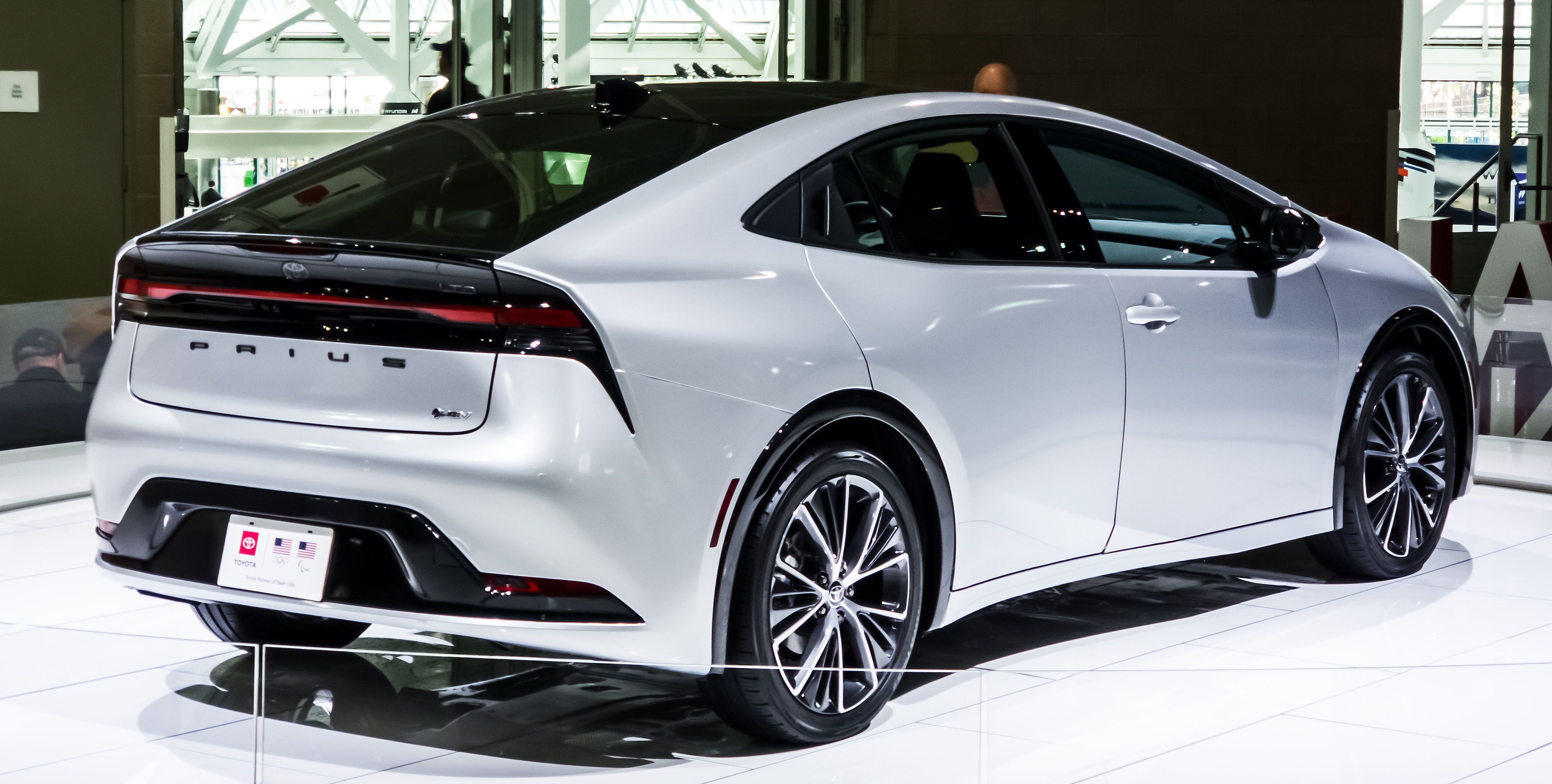
Toyota Prius V - tył

W listopadzie 2022 roku Toyota zaprezentowała piątą generację Priusa, która zostanie wprowadzona na rynek w 2023 roku. W Europie Prius ma być dostępny wyłącznie jako hybryda typu plug-in od lata 2023 roku. Podstawą jest tak zwana platforma GA-C (wariant TNGA), która ma na celu zmniejszenie masy i zwiększenie sztywności.
Wysokość pojazdu została zmniejszona o 5 cm (1,42 m), długość została zmniejszona o 4,6 cm (4,49 m), ale rozstaw osi został zwiększony o 5 cm (2,75 m), a szerokość o około 2 cm (2,2 m); te wymiary skutkują różnymi proporcjami pojazdu i kształtem, który prasa postrzega jako podobny do coupé. Konstrukcja przodu i układ kokpitu są zbliżone do obecnych modeli, takich jak bZ4X czy szesnasta generacja Crowna. Akumulator litowo-jonowy wersji plug-in, który jest znacznie większy i ma 13,6 kWh, a także umożliwia większy zasięg elektryczny znajduje się teraz całkowicie pod tylnym siedzeniem, co oznacza, że nie zajmuje już miejsca w bagażniku w porównaniu z poprzednią generacją. Ładowanie można również wykonać za pomocą opcjonalnego wariantu wyposażenia z dachem fotowoltaicznym, przy czym energia wytworzona w ciągu jednego roku wystarcza na około 1250 kilometrów.

## Sprzedaż
Toyota Prius sprzedawana jest w niemal 80 krajach i regionach. W maju 2008 liczba egzemplarzy sprzedanych na całym świecie przekroczyła 1 milion, w sierpniu 2010 – 2 miliony, a w czerwcu 2013 – 3 miliony. W październiku 2014 sprzedaż Priusa wyniosła 3 360 400 egzemplarzy. W lipcu 2015 sprzedaż Priusa wyniosła 3 527 100 egzemplarzy. W grudniu 2015 sprzedaż osiągnęła 3,6 mln egzemplarzy.

Do kwietnia 2016 roku Toyota sprzedała ponad 3,7 mln egzemplarzy.
Do końca stycznia 2017 roku globalna sprzedaż Priusa wyniosła 3,98 mln samochodów.
| Roczna sprzedaż modelu Prius 1997–2013 (w tysiącach) | Roczna sprzedaż modelu Prius 1997–2013 (w tysiącach) | Roczna sprzedaż modelu Prius 1997–2013 (w tysiącach) | Roczna sprzedaż modelu Prius 1997–2013 (w tysiącach) | Roczna sprzedaż modelu Prius 1997–2013 (w tysiącach) | Roczna sprzedaż modelu Prius 1997–2013 (w tysiącach) | Roczna sprzedaż modelu Prius 1997–2013 (w tysiącach) |
| Rok | Świat                                                | Japonia                                              | USA                                                  | Europa                                               | Kanada                                               | Inne                                                 |
| --- | ---------------------------------------------------- | ---------------------------------------------------- | ---------------------------------------------------- | ---------------------------------------------------- | ---------------------------------------------------- | ---------------------------------------------------- |
| 1997 | 0,3                                                  | 0,3                                                  |                                                      |                                                      |                                                      |                                                      |
| 1998 | 17,7                                                 | 17,7                                                 |                                                      |                                                      |                                                      |                                                      |
| 1999 | 15,2                                                 | 15,2                                                 |                                                      |                                                      |                                                      |                                                      |
| 2000 | 19,0                                                 | 12,5                                                 | 5,6                                                  | 0,7                                                  | 0,2                                                  | 0,01                                                 |
| 2001 | 29,5                                                 | 11,0                                                 | 15,6                                                 | 2,3                                                  | 0,4                                                  | 0,2                                                  |
| 2002 | 28,1                                                 | 6,7                                                  | 20,1                                                 | 0,8                                                  | 0,2                                                  | 0,2                                                  |
| 2003 | 43,2                                                 | 17,0                                                 | 24,6                                                 | 0,9                                                  | 0,3                                                  | 0,4                                                  |
| 2004 | 125,7                                                | 59,8                                                 | 54,0                                                 | 8,1                                                  | 1,9                                                  | 1,9                                                  |
| 2005 | 175,2                                                | 43,7                                                 | 107,9                                                | 18,8                                                 | 2,0                                                  | 2,9                                                  |
| 2006 | 185,6                                                | 48,6                                                 | 107,0                                                | 22,8                                                 | 2,0                                                  | 5,3                                                  |
| 2007 | 281,3                                                | 58,3                                                 | 181,2                                                | 32,2                                                 | 2,6                                                  | 7,0                                                  |
| 2008 | 285,7                                                | 73,1                                                 | 158,6                                                | 41,5                                                 | 4,5                                                  | 7,7                                                  |
| 2009 | 404,2                                                | 208,9                                                | 139,7                                                | 42,6                                                 | 4,6                                                  | 8,4                                                  |
| 2010 | Ponad 508                                            | 315,7                                                | 140,9                                                | 42.9                                                 | 3,0                                                  | 5,8 (1)                                              |
| 2011 | Ponad 417(2)                                         | 252,5(2)                                             | 136,5                                                | 26,4                                                 | 1,6                                                  | BD                                                   |
| 2012 | Ponad 489(2)                                         | 317,7(2)                                             | 147,5                                                | 20,8                                                 | 3,4                                                  | BD                                                   |
| 2013 | Ponad 405(2)                                         | 253,7(2)                                             | 145,2                                                | 13,0                                                 | 2,1                                                  | BD                                                   |
| Łącznie | 3166,6                                               | 1407,6                                               | 1384,2                                               | 268,6                                                | 28,8                                                 | 73,0                                                 |
| Uwagi: BD: brak danych.(1) Suma roczna niedostępna. Dane dla roku 2010 tylko do września 2010. (2) Dla lat 2011 – 2013 Toyota podawała dane o sprzedaży modeli Prius i Prius α łącznie, jednak suma dla Japonii nie uwzględnia modelu Prius α. Od maja 2011 do grudnia 2013 w Japonii sprzedano łącznie 289 tys. Priusów α. |                                                      |                                                      |                                                      |                                                      |                                                      |                                                      |

## Hybrydowa jednostka napędowa
Napęd samochodu Toyota Prius zapewnia opracowana przez Toyotę hybrydowa jednostka napędowa o nazwie Hybrid Synergy Drive o układzie szeregowo-równoległym. Źródłem energii jest w nim silnik benzynowy, pracujący w oszczędnym cyklu Atkinsona. Pod względem funkcjonalnym, zastosowany w niej układ elektromechaniczny, składający się z przekładni planetarnej i dwóch asynchronicznych, trójfazowych silników-generatorów elektrycznych, pełni rolę bezstopniowej, automatycznej skrzyni biegów, zapewniającej optymalne warunki pracy silnikowi spalinowemu.
Pracę układu napędowego nadzoruje komputer, który w zależności od zapotrzebowania steruje przepływem mocy, czyli prędkości obrotowej i momentu obrotowego. Podczas ruszania i przyspieszania, kiedy potrzebny jest duży moment obrotowy przy małej prędkości, nadwyżka prędkości obrotowej silnika spalinowego wykorzystywana jest przez mniejszy silnik elektryczny, pełniący wówczas rolę generatora. Wytwarzany przezeń prąd, wspomagany prądem z akumulatora, zasila większy silnik elektryczny, który wspomaga moment obrotowy silnika spalinowego. Podczas szybkiej jazdy po szosie wymagane są obroty wyższe od optymalnych dla silnika spalinowego przy niewielkim zapotrzebowaniu na moment obrotowy, sytuacja ulega więc odwróceniu. Nadwyżka momentu obrotowego silnika spalinowego wykorzystywana jest przez pełniący rolę generatora większy silnik elektryczny, a wytwarzany w nim prąd zasila mniejszy silnik elektryczny, którego prędkość obrotowa sumuje się w przekładni z prędkością obrotową silnika spalinowego. Nadwyżki energii elektrycznej wykorzystywane są do doładowywania akumulatora, którego znaczna pojemność umożliwia także ruszanie i jazdę na krótkich odcinkach bez uruchamiania silnika spalinowego. Do doładowywania akumulatora wykorzystywany jest również prąd wytwarzany w układzie podczas tzw. hamowania rekuperacyjnego; komputer uruchamia hamulce hydrauliczne dopiero przy silnym hamowaniu.
Takie rozwiązanie umożliwia znaczną oszczędność paliwa dzięki zapewnieniu optymalnych warunków pracy silnika spalinowego, wyłączaniu go, gdy nie jest potrzebny i odzyskiwaniu energii podczas hamowania. W praktyce Prius zużywa około dwukrotnie mniej paliwa, niż porównywalnej wielkości samochód z silnikiem konwencjonalnym.
Z drugiej strony konstrukcja HSD jest prostsza, niż konwencjonalnego napędu – nie ma tu sprzęgła, rozrusznika z tzw. bendiksem oraz napędzanego paskiem alternatora (ich funkcje pełnią oba silniki-generatory). W efekcie zapewnia to mniejszą masę oraz większą sprawność i niezawodność układu.

## Porównanie układów napędowych
|                    |                       | Dane             | Dane             | Dane                | Dane                |
| NHW10              | NHW11                 | NHW20            | ZVW30            |                     |                     |
| ------------------ | --------------------- | ---------------- | ---------------- | ------------------- | ------------------- |
| Rodzaj nadwozia    | Rodzaj nadwozia       | 4-drzwiowy sedan | 4-drzwiowy sedan | 5-drzwiowy liftback | 5-drzwiowy liftback |
| Sprzedawany od     | Sprzedawany od        | 1997             | 2000             | 2003                | 2009                |
| Bateria            | Moduły                | 40               | 38               | 28                  | 28                  |
| Bateria            | Ogniwa w module       | 6                | 6                | 6                   | 6                   |
| Bateria            | Liczba ogniw          | 240              | 228              | 168                 | 168                 |
| Bateria            | Napięcie ogniwa, V    | 1,2              | 1,2              | 1,2                 | 1,2                 |
| Bateria            | Napięcie całkowite, V | 288,0            | 273,6            | 201,6               | 201,6               |
| Bateria            | Pojemność, Ah         | 6,0              | 6,5              | 6,5                 | 6,5                 |
| Bateria            | Energia, Wh           | 1728             | 1778             | 1310                | 1310                |
| Bateria            | Waga, kg              | 57               | 50               | 45                  | 44                  |
| Silnik spalinowy   | Moc, kW/KM            | 43/58            | 52/70            | 57/76               | 73/98               |
| Silnik spalinowy   | przy obr./min         | 4000             | 4500             | 5000                | 5200                |
| Silnik elektryczny | Napięcie, V           | 288              | 273              | 500                 | 650                 |
| Silnik elektryczny | Moc, kW/KM            | 30/40            | 33/44            | 50/67               | 60/80               |
| Łączna moc         | Moc, kW/KM            | 73/98            | 85/104           | 82/110              | 100/134             |

### Zużycie paliwa i emisja dwutlenku węgla
Od chwili wprowadzenia na rynek, Toyota Prius należy do ścisłej czołówki samochodów osobowych pod względem oszczędności paliwa i wynikającej z jego spalania emisji dwutlenku węgla do atmosfery.
| Model | Lata      | Zużycie paliwa według EPA w cyklu miejskim       | Zużycie paliwa według EPA poza miastem | Emisja CO2 | Klasyfikacja emisji według EPA Kalifornia/inne(1) | Roczne zużycie ropy naftowej (baryłki) |
| --- | --------- | ------------------------------------------------ | -------------------------------------- | ---------- | ------------------------------------------------- | -------------------------------------- |
| Prius 1. generacji (NHW11) | 2001–2003 | 5,6 l/100 km                                     | 5,7 l/100 km                           | 135 g/km   | BD                                                | 8,0                                    |
| Prius 2. generacji (XW20) | 2004–2009 | 4,9 l/100 km                                     | 5,2 l/100 km                           | 120 g/km   | 9/7 LEV-II SULEV                                  | 7,2                                    |
| Prius 3. generacji (XW30) | 2010–2012 | 4,6 l/100 km                                     | 4,9 l/100 km                           | 111 g/km   | 9/7 SULEV II                                      | 6,6                                    |
| Prius v (ZVW41) | 2012      | 5,3 l/100 km                                     | 5,9 l/100 km                           | 132 g/km   | 8/7 LEV-II SULEV                                  | 7,8                                    |
| Prius c (NHP10) | 2012      | 4,4 l/100 km                                     | 5,1 l/100 km                           | 111 g/km   | NA                                                | 6,6                                    |
| Prius Plug-in (ZVW35) | 2012      | Ekwiwalent benzynowy w trybie EV (tryb mieszany) | Tryb hybrydowy (łączony)               | 82 g/km    | Zasięg w trybie elektrycznym (tryb mieszany)      |                                        |
| Prius Plug-in (ZVW35) | 2012      | odpowiednik 2,5 l/100 km                         | 4,7 l/100 km                           | 82 g/km    | 18 km                                             |                                        |
| Źródło: U.S. Department of Energy i U.S. EPA Klasyfikacja według testów zużycia paliwa według EPA. Uwaga: (1) Klasyfikacja dla Kaliformii i stanów północnowschodnich oraz pozostałych i D.C. Super Ultra Low Emission Vehicle (SULEV) oznacza pojazdy z napędem konwencjnalnym o minimalnej emisji niepożądanych substancji. |           |                                                  |                                        |            |                                                   |                                        |

## Sport
Toyota Prius 2. generacji zapewniła Toyocie mistrzostwo konstruktorów w serii FIA Alternative Energies Cup. Mistrzostwo wywalczył Polak, Artur Prusak.
W sezonie 2016 FIA AEC Artur Prusak wygrał pierwszy rajd serii, VIII Eco Rallye Vasco Navarro.